# David Kabua

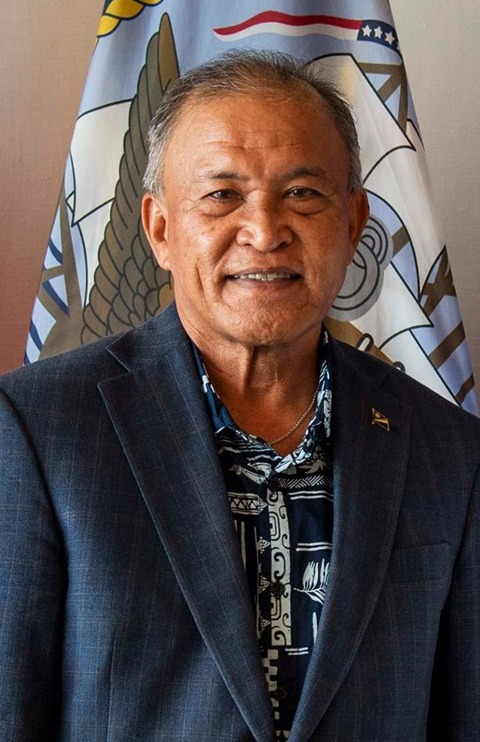
David Kabua

David Kabua (* 26. Mai 1951 in Majuro) ist ein marshallesischer Politiker und war vom 13. Januar 2020 bis zum 3. Januar 2024 Präsident der Marshallinseln. Er ist Sohn des ersten Präsidenten, Amata Kabua.
Er wurde in der Xavier High School in den Föderierten Staaten von Mikronesien und der University of Hawaii ausgebildet. Kabua arbeitete als Lehrer und ab 1996 eine Zeitlang als Generalmanager der Entwicklungsbehörde, bevor er in den USA als Generalkonsul wirkte. Von 2008 bis 2011 war er Senator für das Wotho-Atoll. Von 2012 bis 2013 war er Gesundheitsminister und 2014 Minister für Inneres. Im Januar 2016 (11.-28.1.) wurde er zum Assistenzminister des Präsidenten (Carsten Nemra) der Marshallinseln berufen.
Am 6. Januar 2020 wurde Kabua vom Parlament mit 20 zu 12 Stimmen bei einer Enthaltung zum Präsidenten der Marshallinseln gewählt. Er folgte auf Hilda Heine, welche eine zweite Amtszeit anstrebte, aber im ersten Wahlgang ausschied. Kabua sagte, dass der Kampf gegen den Klimawandel, Verhandlungen mit den USA bezüglich des 2023 auslaufenden Finanzierungsabkommens sowie die Handhabung von Runit Dome oberste Prioritäten seiner Präsidentschaft seien. Er gilt als strikter Gegner eines Umschwenkens der politischen Ausrichtung von Taiwan auf die Volksrepublik. Er wurde am 13. Januar 2020 vereidigt und am 3. Januar 2024 erneut von Hilda Heine im Amt abgelöst.